# Чашмасор (район Рудаки)
Чашмасор (тадж. Чашмасор; до 2008 года — Кулбулоки Боло) — село в районе Рудаки Республики Таджикистан. Входит в состав джамоата (сельской общины) Чоргултеппа.
Находится на расстоянии 5 км от районного центра (пгт. Сомониён).
Население — 278 чел. (2017).